# Собор Святого Дунстана
Собор Святого Дунстана — католический храм в канадском городе Шарлоттаун, кафедра епископа Шарлоттауна, малая базилика. Посвящён святому Дунстану, архиепископу Кентерберийскому второй половины X века.
Первые католические миссионеры прибыли на остров Принца Эдуарда следом за французскими переселенцами в 1721 году. После изгнания французов в 1758 году в ходе Семилетней войны простая деревянная церковь Шарлоттауна была разрушена. Вновь католики — религиозные беженцы из Шотландии появились здесь в 1772 году, с 1790 года их окормлял отец Ангус Бернард Макичерн, который в 1829 году принял сан первого шарлоттаунского епископа (в чью территорию входил тогда и весь Нью-Брансуик). Новая деревянная церковь, построенная в 1816 году, стала собором Святого Дунстана. В 1843 году её заменила церковь покрупнее, тоже деревянная.
Рост Шарлоттауна и его католической общины потребовал к концу XIX века более вместительного и представительного собора. В 1886 году для его строительства был приглашён монреальский архитектор Франсуа Ксавье Берлинге. Он спроектировал каменное здание в неоготическом стиле, оно возводилось с 1896 по 1907 год. Освящение храма совершил епископ Джеймс Чарльз Макдональд. Однако простоять храму было суждено недолго, уже в 1913 году здание сгорело в пламени пожара. Восстановление собора по инициативе правящего епископа Генри Джозефа О’Лири началось в 1916 году. Новый храм построен под руководством Джона Маршалла Хантера с некоторыми изменениями и освящён в 1919 году.
В 1929 году, к столетию учреждения епархии, папой римским Пием XI собор Святого Дунстана был возведён в ранг малой базилики, пятой по счёту в Канаде. В 1990 году, после масштабной реконструкции, соборная базилика была признана национальным историческим памятником Канады.
Неоготическая церковь французской традиции представляет собой трёхнефную базилику в форме латинского креста с широким трансептом. Треугольный главный фасад имеет три портала под стрельчатыми арками, к ним ведёт монументальная лестница во всю ширину фасада. Он фланкирован симметричными стройными башнями со шпилями высотой 61 метр. Со стороны абсиды — крупная роза, заливающая алтарную часть церкви потоком света.